# Kovačevac (Mladenovac)
Kovačevac es una población rural de la municipalidad de Mladenovac, en el distrito de Belgrado, Serbia.

## Superficie
Posee una superficie de 34,37 kilómetros cuadrados.

## Demografía
Hasta 2011 la población era de 4208 habitantes, con una densidad de población de 122,4 habitantes por kilómetro cuadrado.